# Die Cappuccinos
Die Cappuccinos is een Nederlands-Duitse band.

## Biografie
De band werd in 2008 opgericht door Kristina Bach, die samen met het Duitse tijdschrift Superillu een auditie organiseerde. Het naar de band vernoemde debuutalbum verscheen in april 2009 en was geschreven en geproduceerd door Kristina Bach. Al snel werd de band in Duitsland een begrip: in 2009 wonnen zij de Herbert Roth Preis voor beste nieuwe band. In maart 2010 verscheen hun tweede album, Ungeküsst. Dit album kwam binnen op plaats 47 in de Duitse hitlijst.

## Nominaties
- 2009 - de Herbert Roth Preis voor Junge Gruppen
- 2010 - de Goldene Tulpe voor Beste Newcomer
- 2010 - de Goldene Henne voor Aufsteiger des Jahres
- 2010 - de Schlager Saphir voor Beste Newcomer

## Prijzen
- 2009 - de Herbert Roth Preis voor Junge Gruppen
- 2010 - de Goldene Tulpe voor Beste Newcomer
- 2016 - de Smago Award voor Beste Newcomer

## Albums
| Jaar | Titel              | Media-Control-Charts, Duitsland |
| Jaar | Titel              | Hoogste positie                 |
| ---- | ------------------ | ------------------------------- |
| 2010 | Ungeküsst          | 47                              |
| 2011 | Party auf dem Mond | 33                              |

## Trivia
- Die Cappuccinos zijn o.a recordhouder van de Duitse hitparade van SMAGO.net. Als eerste band 3 keer achtereenvolgend plaats nr.1 en voor de meeste stemmen ooit in een hitparade week.
- De eerste Nederlandse act die de Beneluxprijs Die Goldene Tulpe in ontvangst hebben genomen.